# Cantonul Aiguebelle
Cantonul Aiguebelle este un canton din arondismentul Saint-Jean-de-Maurienne, departamentul Savoie, regiunea Rhône-Alpes, Franța.

## Comune
- Aiguebelle (reședință)
- Aiton
- Argentine
- Bonvillaret
- Épierre
- Montgilbert
- Montsapey
- Randens
- Saint-Alban-des-Hurtières
- Saint-Georges-des-Hurtières
- Saint-Léger
- Saint-Pierre-de-Belleville